# Otrog Suslova
Otrog Suslova (Transliteration von russisch Отрог Суслова Otrog Suslowa, deutsch ‚Suslow-Sporn‘) ist ein Gebirgskamm im ostantarktischen Mac-Robertson-Land. Auf dem Mawson Escarpment ragt er unmittelbar östlich des Greenall-Gletschers auf. 
Russische Wissenschaftler benannten ihn. Der Namensgeber ist nicht überliefert.